# Horstedt (Szlezwik-Holsztyn)
Horstedt (północnofryz. Hoorst, duń. Horsted) – gmina w Niemczech w kraju związkowym Szlezwik-Holsztyn, w powiecie Nordfriesland, wchodzi w skład urzędu Nordsee-Treene.